# Metropolis 2000: Scenes from New York
Metropolis 2000: Scenes from New York è il terzo album video del gruppo musicale statunitense Dream Theater, pubblicato il 21 aprile 2001 dalla Elektra Records.

## Descrizione
Contiene l'esecuzione dell'intero album Metropolis Pt. 2: Scenes from a Memory tratto dal concerto tenuto dal gruppo il 30 agosto 2000 al Roseland Ballroom di New York e presente per intero in versione audio nell'album dal vivo Live Scenes from New York, pubblicato l'11 settembre dello stesso anno. La versione pubblicata su DVD contiene inoltre l'esecuzione dei brani A Mind Beside Itself, Learning to Live e di A Change of Seasons, una doppia traccia audio con il commento da parte dei componenti del gruppo, un documentario del dietro le quinte di Metropolis 2000 e una galleria fotografica provenienti dal tour.
Dopo lo svolgimento del concerto, Mike Portnoy svenne a causa di eccesso di stanchezza, disidratazione, stress, poco cibo e tanti Red Bull, oltre anche ad aver passato molto tempo a vomitare.
Il ruolo dell'ipnoterapeuta avrebbe dovuto essere ricoperto dal produttore Terry Brown, interprete originale nell'album. Tuttavia il gruppo lo scartò in quanto Brown chiese un compenso per la sua partecipazione. Ascoltando la traccia con il commento della band, è curioso notare come la band ammetta che l'attore utilizzato abbia un tono di voce che poco si addice al ruolo ricoperto, al punto che Mike Portnoy lo paragona addirittura al sergente di Full Metal Jacket. Durante i titoli di coda vengono effettuati dei ringraziamenti speciali che "non sono dedicati a Terry Brown".
La cantante Theresa Thomason, durante la strofa di The Spirit Carries On in cui si ritrovò a cantare da sola, ne modificò il testo: anziché cantare «But please never let your memory of me disappear» («per favore, non lasciare che il tuo ricordo di me sparisca») dice «But please never forget, let your memory of me disappear» («Per favore non dimenticare, lascia che il tuo ricordo di me sparisca»).

## Tracce
1. Opening Scene
2. Regression
3. Overture 1928
4. Strange Déjà Vu
5. Through My Words
6. Fatal Tragedy
7. Beyond This Life
8. John & Theresa Solo Spot
9. Through Her Eyes
10. Home
11. The Dance of Eternity
12. One Last Time
13. The Spirit Carries On
14. Finally Free
15. Closing Scene
16. Credits

Contenuti bonus presenti nel DVD
1. Full Length Audio Commentary by the Band
2. A Mind Beside Itself
3. Learning to Live
4. A Change of Seasons
5. Behind the Scenes Documentary
6. Metropolis 2000 World Tour Photo Gallery

## Formazione
- James LaBrie – voce, percussioni
- John Petrucci – chitarra, voce
- John Myung – basso
- Jordan Rudess – tastiera
- Mike Portnoy – batteria, voce